# Chiesa di San Bartolomeo (Marciana)
La chiesa di San Bartolomeo è un edificio di culto del XII secolo, situato nel comune di Marciana, all'Isola d'Elba.

## Storia e descrizione
Si tratta del più piccolo edificio in stile romanico dell'isola, avendo uno sviluppo longitudinale di soli 9 metri.
I suoi ruderi si trovano in località Òppito (dal latino oppidum), su uno scosceso contrafforte monzogranitico del Monte Capanne tra i paesi di Pomonte e Chiessi. 
L'unica parte integra della struttura, caratterizzata da numerose buche pontaie e da un'originaria copertura in lastre di ardesia, è la parete meridionale. Si conservano tracce della curvatura absidale. L'edificio è in diretto rapporto visivo con la chiesa di San Frediano e con quella di San Biagio.
Nel sito si trovano anche i resti di un insediamento dell'Età del bronzo.
Secondo la leggenda orale, ai cercatori di «tesori» tra i ruderi della chiesa di San Bartolomeo si spezzavano i manici dei picconi durante i lavori di scavo. Racconti popolari narrano del ritrovamento di una «gallina d'oro» e di sotterranei presso la chiesa.
Da una delle nove buche pontaie della parete meridionale, sottolineata da una piccola volta scalpellata, è perfettamente visibile l'isola di Montecristo, sede dell'importante monastero di San Mamiliano con il quale le chiese dell'Elba avevano contatti visivi.